# Stéphane Prayas
Stéphane Prayas est un pilote français de motomarine (jet-ski), reconverti dans le flyboard et champion du monde de cette discipline en 2012.

## Biographie
Stephane Prayas est né le 15 mars 1977, il a aujourd'hui (en 2019) 42 ans. Lors des premiers championnats du monde de Flyboard en décembre 2012 à Doha au Qatar, Stéphane Prayas monte sur la première marche du podium et devient champion du monde de la discipline.
Il gère une école de Flyboard  en Isère et effectue des shows de Flyboard un peu partout dans le monde.

## Palmarès
Jet ski Free Style
. 3 X Champion de France de jet Freestyle
.3 X Champion d'Europe de jet Freestyle
- double vice-champion du monde de Jet Free Style

FlyBoard
Spécialiste des Shows Flyboard (surtout en piscine et lieu exigu )
- 2012
  - champion du monde de FlyBoard